# Ōtomo no Satehiko
Ōtomo no Satehiko (大伴挾手彦) est un général japonais.
Sadehiko est le fils d'Ōtomo no Kanamura. Il emmène à deux reprises des forces armées contre le royaume coréen de Goguryeo, d'abord en 537 (certaines sources avancent 536) et plus tard en 562,,. Une légende relative à sa première campagne rapporte comment son épouse, Matsura Sayohime, est montée sur les collines au-dessus de Hizen où elle a prié avec une telle intensité pour son retour qu'elle a été transformée en pierre.

## Source de la traduction
- (en) Cet article est partiellement ou en totalité issu de l’article de Wikipédia en anglais intitulé « Ōtomo no Satehiko » (voir la liste des auteurs).